# Euprionota
Euprionota es un género de escarabajos  de la familia Chrysomelidae. En 1844 Guérin-Méneville describió el género. Contiene las siguientes especies:
- Euprionota aterrima Guérin-Méneville, 1844
- Euprionota bruchi (Uhmann, 1930)
- Euprionota gebieni (Uhmann, 1930)
- Euprionota maura (Fabricius, 1801)
- Euprionota subparallela (Pic, 1932)